# In Amguel

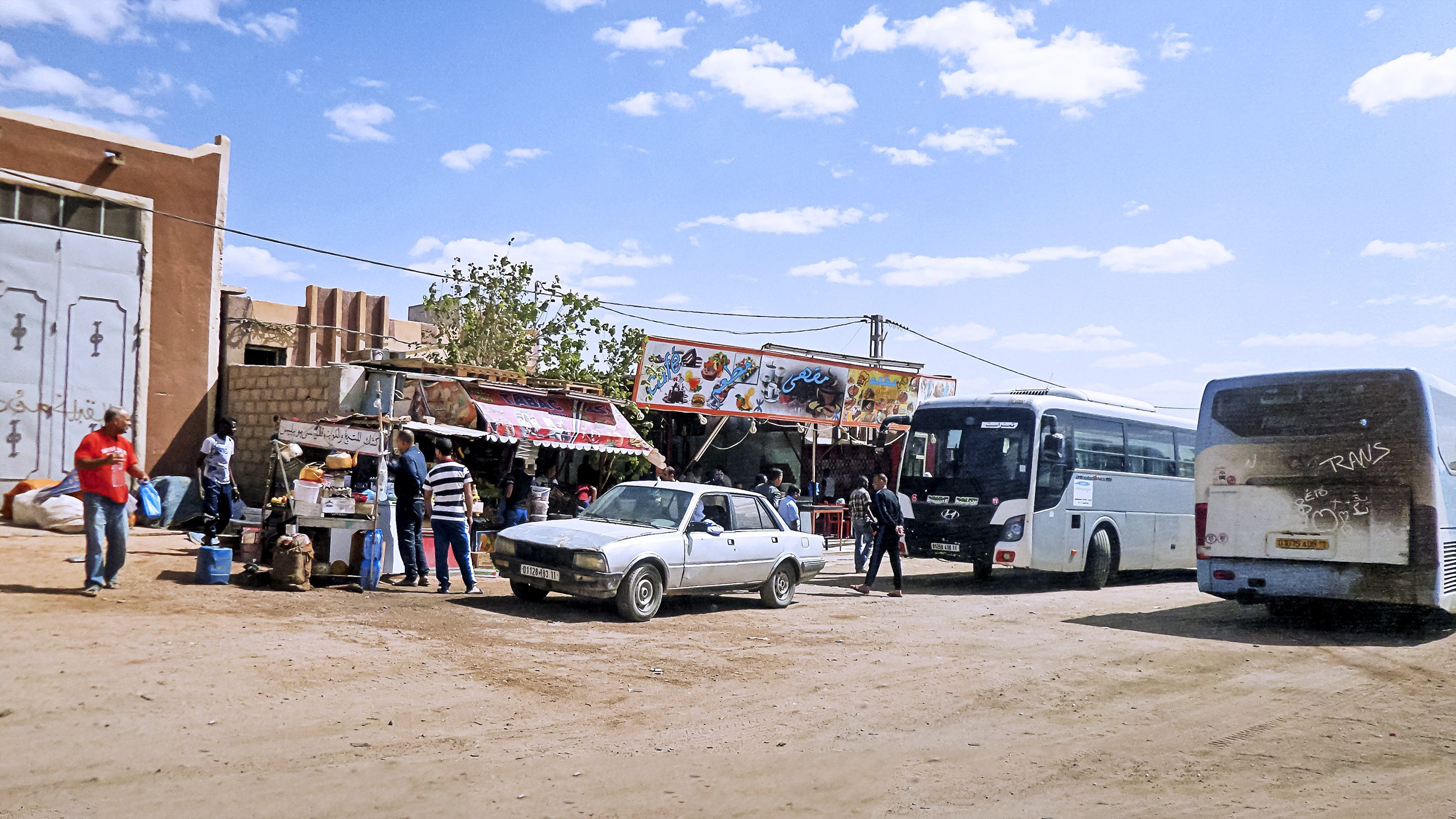
In Amguel (2016)

In Amguel (arabisch عين أمقل, DMG ʿAin Amqal) ist ein Ort in der Provinz Tamanrasset, Algerien.
In Amguel liegt in 1026 m Höhe am Westrand des Ahaggar-Gebirges.
Der Ort ist über die Nationalstraße 1 (RN 1) an das algerische Straßennetz angeschlossen.
In Amguel hat 4208 Einwohner (Stand 2008).